# Västerbottens södra domsaga
Västerbottens södra domsaga var en domsaga i Västerbottens län. Den bildades 1820 ur Västerbottens södra kontrakts domsaga och upplöstes 1971 i samband med tingsrättsreformen i Sverige. Domsagan överfördes då till Umebygdens tingsrätt.
Vid bildandet löd fem tingslag under domsagan, men detta antal minskades i etapper. 1884 utbröts Lycksele lappmarks tingslag och Åsele lappmarks tingslag ut för att bilda en ny domsaga, som fick namnet Västerbottens västra domsaga. Den 1 januari 1921 (enligt beslut den 22 juni och 29 september 1920) utbröts Umeå tingslag (förutom Hörnefors landskommun) för att bilda Umeå domsaga. Den 1 januari 1948 slogs de två kvarvarande tingslagen, Degerfors tingslag och Nordmalings och Bjurholms tingslag, ihop till Västerbottens södra domsagas tingslag. När domsagan upphörde 1971 löd således under den bara ett tingslag.
Domsagan lydde först under Svea hovrätt, men överfördes till domkretsen för hovrätten för Övre Norrland när denna bildades 1936.

## Tingslag
- Degerfors tingslag; till 1948
- Nordmalings och Bjurholms tingslag; till 1948
- Umeå tingslag; till 1921
- Västerbottens södra domsagas tingslag; från 1948

Tillkomna den 29 oktober 1831 från den upplösta Lappmarksjurisdiktionens domsaga:
- Lycksele lappmarks tingslag; till 1884
- Åsele lappmarks tingslag; till 1884

## Häradshövdingar
| Ämbetstid                                     | Namn                           | Levnadstid |
| --------------------------------------------- | ------------------------------ | ---------- |
| (fullmakt 6 juni 1820) 1820-1826              | Johan Sundelin                 | ?-1826     |
| (fullmakt 19 oktober 1826) 1826-1838          | Lars Carl Marin                | ?-1838     |
| (fullmakt 21 september 1838) 1838-1857        | Johan David Helleday           |            |
| (fullmakt 27 april 1858) 1858-1882            | Carl Erik Lindberg             |            |
| (fullmakt 14 december 1883) 1884-1902         | Johan Erik Alfred Ährling      | ?-1902     |
| (fullmakt 13 mars 1903) 1903-1919             | Axel Gabriel Adam Reuterskiöld |            |
| (fullmakt 17 december 1920) 1921-1930         | Erik Jakob Rönquist            |            |
| (fullmakt 24 oktober 1930) 1930-tidigast 1955 | Carl Ebbe Hugoson Hernlund     | 1891-?     |
| tillförordnad 1958; 1959-tidigast 1970        | Göran Erik Hammarström         | 1917-?     |

## Valkrets för val till andra kammaren
Mellan andrakammarvalen 1884 och 1890 utgjorde Västerbottens södra domsaga en valkrets: Västerbottens södra domsagas valkrets. Valkretsen avskaffades inför valet 1893 och delades i två delar: Nordmalings och Bjurholms samt Degerfors tingslags valkrets och Umeå tingslags valkrets. Dessa valkretsar avskaffades i sin tur vid införandet av proportionellt valsystem inför valet 1911 och uppgick då i Västerbottens läns södra valkrets.